# Speed Buggy
Speed Buggy è una serie televisiva animata statunitense del 1973, creata da William Hanna e Joseph Barbera.
La serie segue un dune buggy antropomorfo di nome Speed Buggy che insieme agli adolescenti Debbie, Mark e Tinker, risolve i misteri mentre partecipa a gare di corsa in tutto il mondo.
Prodotta dalla Hanna-Barbera Productions, la serie è stata trasmessa per la prima volta negli Stati Uniti su CBS dall'8 settembre al 22 dicembre 1973, per un totale di 16 episodi ripartiti su due stagioni. In Italia è stata trasmessa su Ciao Ciao dal 6 febbraio al 7 marzo 1980.

## Trama
(Intro in tutti gli episodi)
 Tre adolescenti Tinker, Mark e Debbie, chiamati anche Speed Bugs sono accompagnati dalla loro auto parlante, Speed Buggy, (nome da cui è tratta la serie televisiva animata) con la quale viaggiano in tutto il mondo per gareggiare a corse automobilistiche e allo stesso tempo si ritrovano a sconfiggere ladri e criminali, i quali vengono assicurati alla giustizia.

## Episodi
| nº | Titolo originale                       | Titolo italiano                        | Prima TV USA      | Prima TV Italia  |
| -- | -------------------------------------- | -------------------------------------- | ----------------- | ---------------- |
| 1  | Speed Buggy Went That-a-Way            | Speed Buggy e i ladri di bestiame      | 8 settembre 1973  | 6 febbraio 1980  |
| 2  | Speed Buggy's Daring Escapade          | Il rapimento di Speed Buggy            | 15 settembre 1973 | 8 febbraio 1980  |
| 3  | Taggert's Trophy                       | Il trofeo Taggert                      | 22 settembre 1973 | 10 febbraio 1980 |
| 4  | Speed Buggy Falls in Love              | Speed Buggy s'innamora                 | 29 settembre 1973 | 12 febbraio 1980 |
| 5  | Kingzilla                              | Kingzilla                              | 6 ottobre 1973    | 14 febbraio 1980 |
| 6  | Professor Snow and Madame Ice          | Madame Ghiaccio e il Professor Neve    | 13 ottobre 1973   | 16 febbraio 1980 |
| 7  | Out of Sight                           | Il Prof. Digby e l'uomo invisibile     | 20 ottobre 1973   | 18 febbraio 1980 |
| 8  | Gold Fever                             | GoldFever e la febbre dell'oro         | 27 ottobre 1973   | 20 febbraio 1980 |
| 9  | Island of the Giant Plants             | L'isola delle piante giganti           | 3 novembre 1973   | 22 febbraio 1980 |
| 10 | Soundmaster                            | Il direttore del circo equestre        | 10 novembre 1973  | 24 febbraio 1980 |
| 11 | The Ringmaster                         | Il Dott.Ohm e la supercellula          | 17 novembre 1973  | 26 febbraio 1980 |
| 12 | The Incredible Changing Man            | L'incredibile uomo metamorfosi         | 24 novembre 1973  | 28 febbraio 1980 |
| 13 | Secret Safari                          | Varsak e il raggio laser               | 1º dicembre 1973  | 1º marzo 1980    |
| 14 | Oil's Well That Ends Well              | Tutto è bene quel che finisce bene     | 8 dicembre 1973   | 3 marzo 1980     |
| 15 | The Hidden Valley of Amazonia          | La valle segreta delle Amazzoni        | 15 dicembre 1973  | 5 marzo 1980     |
| 16 | Captain Schemo and the Underwater City | Il Capitano Schemo e la città sommersa | 22 dicembre 1973  | 7 marzo 1980     |

## Speed Buggy e i ladri di bestiame
Durante la visita nel ranch della zia Belle di Debbie, la banda assiste al furto del bestiame della zia. Speed Buggy, Debbie, Tinker e Mark scoprono che il ladro di bestiame è il malvagio Beefinger.

## Il rapimento di Speed Buggy
Dopo aver appreso delle capacità di Speed Buggy, il dottor Kluge complotta un piano (attraverso diversi tentativi di rapimento vani) per rubare Speedy, in questo modo potrà creare una versione più potente di Speed Buggy.

## Il trofeo Taggert
Durante un evento di corsa (il trofeo Taggert, come il titolo dell'episodio), un uomo noto come "The Chief" dirotta tutte le auto con un dispositivo di controllo del movimento. Il gruppo cerca di porre fine al comportamento dell'uomo.

## Speed Buggy s'innamora
Mentre partecipa a una gara, Speed Buggy s'innamora di Mata Cari, un'automobile progettata dal malvagio Baron Vulch. Nel frattempo, Pygmo, l'assistente di Vulch, attira Speed Buggy in un castello per recuperare un dispositivo che Vulch ha piantato all'interno del suo baule.

## Kingzilla
Nelle Ande, l'equipaggio libera un aereo in difficoltà durante il volo, abbandonandolo in una regione abitata esclusivamente da gorilla. Due uomini, il professor Grovac e Karl, spingono Speed Buggy a rapire il re gorilla (Kingzilla) per avere il proprio esercito.

## Madame Ghiaccio e il Professor Neve
Il malvagio Professor Neve e Madame Ghiaccio creano automobili per il ghiaccio per viaggiare. Dopo aver appreso di Speed Buggy, tentano di controllare Tinker per pilotare Speed Buggy e quindi conquistare il mondo.

## Il Prof. Digby e l'uomo invisibile
Speed Buggy e l'equipaggio aiutano il professor Rigby, che viene attaccato dal suo ex collega, il professor Rishna, dopo aver scoperto una soluzione per l'invisibilità. Rishna usa questo potere per rapire Debbie e Mark, tuttavia Tinker e Speed Buggy vengono in loro soccorso.

## GoldFever e la febbre dell'oro
Il minaccioso Gold Fever riesce a rubare l'oro da tutto il mondo, persino il prezioso trofeo da corsa di Speed Buggy. Per fermare i suoi continui furti e salvare Debbie dopo essere stata rapita, Mark e Tinker si recano alle Hawaii per porre fine ai suoi piani.

## L'isola delle piante giganti
Viaggiando a bordo di una nave da crociera, la banda cade in mare e finisce su un'isola infestata da grandi piante modificate dal dottor Meangreen. Per controllare l'universo, Meangreen tenta di rubare il dispositivo di controllo remoto di Speed Buggy.

## Il direttore del circo equestre
L'equipaggio visita Pleasure Island per partecipare alla competizione di corse Bayou 500. Durante la corsa, incontrano un direttore di un circo equestre che intende controllare tutti gli animali del circo per governare il mondo.

## Il Dott.Ohm e la supercellula
Una malvagia replica di Speed Buggy progettata dal dottor Ohm ruba una potente batteria in grado di rovinare oggetti attraverso l'uso di onde sonore. Il gruppo irrompe nel quartier generale segreto di Ohm per recuperare il dispositivo rubato e tornare alla normalità.

## L'incredibile uomo metamorfosi
In una gara negli Stati Uniti e in Messico, l'equipaggio incontra Jerick che è in grado di crescere e moltiplicarsi grazie a una potente pozione creata dall'ex amico di Jerick. Tuttavia, l'ex amico scrisse la ricetta della pozione su un nastro che Jerick ha rubato, quindi chiede a Speed Buggy di recuperare il nastro e salvare la situazione.

## Varsak e il raggio laser
Varsak ed Emil, entrambi scienziati pazzi, creano un dispositivo laser che ha la capacità di conquistare l'universo. Per nascondere in sicurezza il dispositivo alle autorità, progettano di rubare Speed Buggy e fuggire attraverso la giungla.

## Tutto è bene quel che finisce bene
In una riserva petrolifera in Oklahoma, l'equipaggio incontra il dottor Vesuvio, che sta raccogliendo grandi quantità di petrolio per governare il mondo. Tuttavia, scoprono che il dottor Vesuvio ha accumulato illegalmente il petrolio per compiere l'impresa.

## La valle segreta delle Amazzoni
Mentre si trova sull'Himalaya, Speed Buggy e la banda visitano la valle segreta delle Amazzoni, dove le donne usano gli uomini come schiavi. La regina Sheba spinge Debbie a ridurre in schiavitù Mark e Tinker. Per fermare i suoi piani, Speed Buggy e Debbie tentano di fermare la regina Sheba.

## Il Capitano Schemo e la città sommersa
Il capitano Schemo intende utilizzare la sua collezione privata di sottomarini per conquistare gli oceani e il mondo. Il gruppo si imbatte nella scorta sottomarina di Schemo e tenta di fermarlo prima che controlli l'intero universo.

## Personaggi e doppiatori
- Speed Buggy, voce originale di Mel Blanc, italiana di Massimo Giuliani.

Il protagonista del omonimo cartone, l'auto è una dune buggy antropomorfa.
- Mark, voce originale di Michael Bell, italiana di Roberto Chevalier.

Un adolescente moro, ed è considerato il cervellone del gruppo.
- Debbie, voce originale di Arlene Golonka, italiana di Emanuela Rossi

L'unica ed affascinante ragazza del gruppo, tuttavia anch'essa svolge un ruolo fondamentale.
- Tinker, voce originale di Phil Luther Jr., italiana di Luciano Roff.

Il conducente e meccanico del gruppo, è il migliore amico di Speed Buggy.

## Produzione e distribuzione
Speed Buggy è stato sviluppato con i titoli di lavoro Speed Bug e Speed Buggs. Il concept della mostra è stato in parte ispirato dal film del 1968 della Walt Disney Pictures: Un Maggiolino tutto matto e in parte dal franchising giapponese Superauto Mach 5. L'autore David Hofstede ha accennato che il veicolo "Chugga-Boom" in Le avventure di Penelope Pitstop di Hanna-Barbera serviva da prototipo per il veicolo in Speed Buggy; esecutivamente prodotto da William Hanna e Joseph Barbera, Charles A. Nichols è stato il regista e Art Scott il produttore associato. Iwao Takamoto, il produttore principale, ha espresso nella sua autobiografia postuma del 2009 che la creazione di Speed Buggy è avvenuta grazie al successo delle sue altre produzioni cioè: Josie e le Pussycats e Scooby-Doo! Dove sei tu?. Ha scritto che la sua partecipazione alla serie era in parte dovuta al fatto che gli piaceva mettere le "mani su uno spettacolo ogni volta che lo sentiva necessario"; tuttavia, alla fine è stato meno coinvolto nello spettacolo a causa della sua fiducia con Bob Singer, un artista di animazione per le produzioni di Hanna-Barbera dell'epoca.
Jack Mendelshon e Chuck Menville sono stati i due autori principali degli episodi. Diversi altri scrittori hanno contribuito alla serie, tra cui Lars Bourne, Len Janson, Joel Kane, Jack Kaplan, Woody Kling, Norman Maurer e Larry Rhine. Il tema principale del titolo per Speed Buggy è stato protetto da copyright nel novembre 1975; è stato composto da Hoyt Curtin sotto la supervisione di Paul DeKorte. Oltre ai ruoli principali, altri doppiatori coinvolti nella serie includono: Janet Waldo, Hal Smith, John Stephenson e Mike Road. Attualmente il cartone Speed Buggy è distribuito in DVD dalla Warner Bros.

## Cultura di massa
- In The New Scooby-Doo Movies, (precisamente nella seconda stagione, episodio N° 22 The Weird Winds of Winona) gli Speed Bugs e Speed Buggy (detto anche Speedy) sono la guest-star dell'episodio.[14]
- In Johnny Bravo (precisamente nella prima stagione, episodio N° 3 Bravo Scooby Doo) Speed Buggy verso fine episodio passa e trova Johnny Bravo legato ad un albero e lo invita a salire a bordo.[15]